# Heikki Liimatainen
Heikki Liimatainen (Karstula, 14 maart 1894 – Porvoo, 24 december 1980) was een Finse atleet.

## Biografie
Liimatainen nam in 1920 en in 1924 deel aan de Olympische Zomerspelen en won bij beiden deelnames de gouden medaille met het veldloopteam. In 1920 won Liimatainen ook brons individueel veldlopen.

## Palmares

### 10.000 m
- 1920: 7e OS - 32.08,2

### veldlopen
- 1920:  OS (individueel) - 27.37,0
- 1920:  OS (landenteams)
- 1924: 12e OS (individueel) - 38.18,0
- 1924:  OS (landenteams)